# Laternenring

Laternenring an einer Laterne (Schemazeichnung)

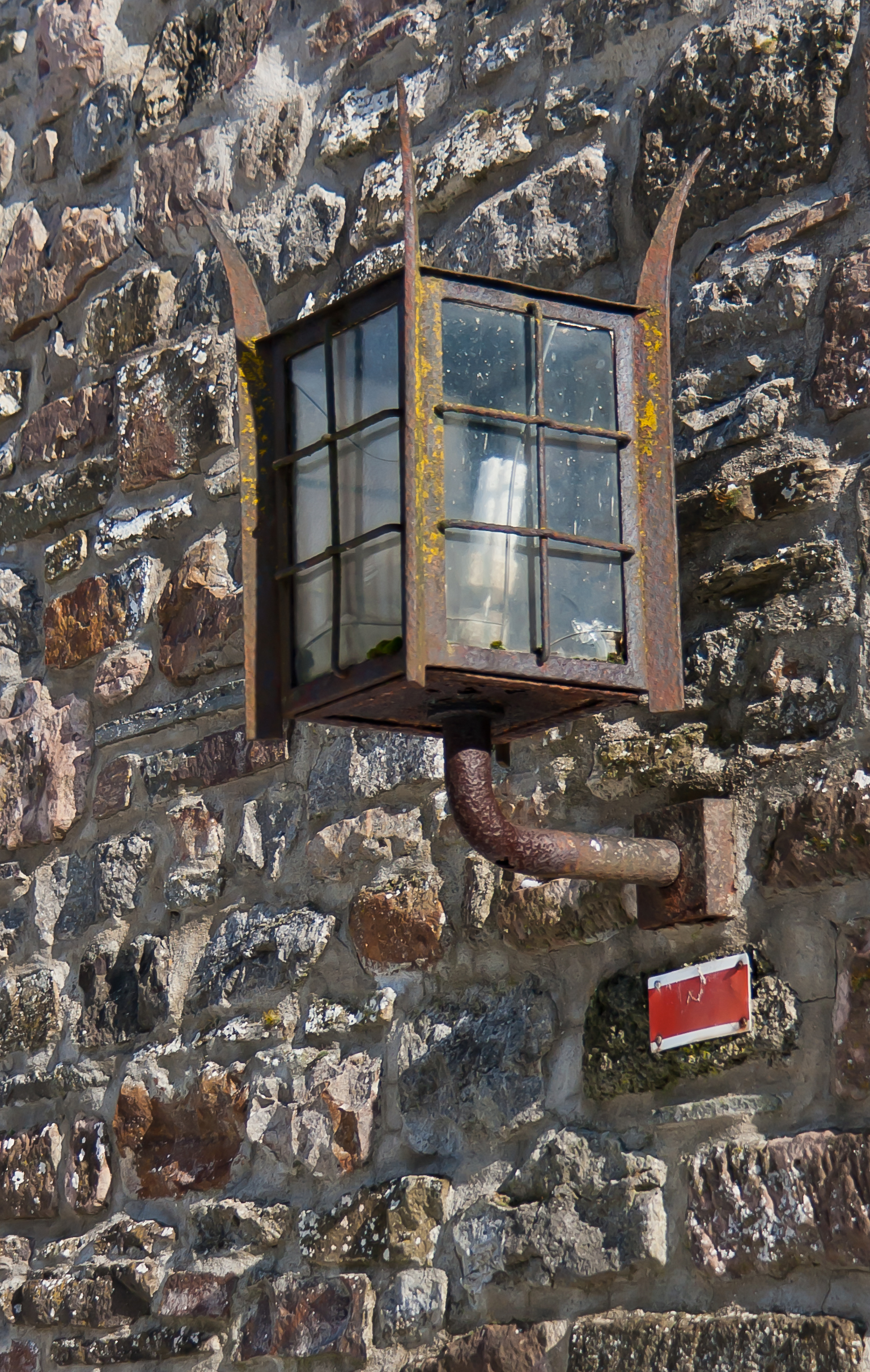
Straßenlaterne an einer Hauswand in Kronenburg (Dahlem). Unterhalb der Laterne ist ein „Laternenring“ in Form eines rechteckigen Schildes angebracht

Der Laternenring ist ein Verkehrszeichen und kennzeichnet innerhalb geschlossener Ortschaften Laternen, die nicht die ganze Nacht eingeschaltet sind. In dem roten Feld kann in weißer Schrift angegeben sein, wann die Laterne abgeschaltet wird. International ist das Zeichen unbekannt, lediglich in Deutschland und in Österreich wird es im amtlichen Verkehrszeichenkatalog aufgeführt.

## Geschichte
Der Laternenring zählt zu den ältesten Verkehrszeichen in Deutschland. Er wurde bereits in der Straßenverkehrs-Ordnung (StVO) von 1937 unter der Bildnummer 35 und 36 aufgeführt. Das Verkehrszeichen wurde auf einer Höhe von 1,5 bis 1,8 m rund um den Laternenpfahl angebracht und diente schon damals als Kennzeichnung für Laternen, die noch bei Dunkelheit gelöscht werden. Die Kraftfahrzeugführer durften im Lichtkreis einer solchen Laterne ihr Fahrzeug innerorts nicht ohne Eigenbeleuchtung über Nacht abstellen.
Diese Vorschrift findet sich in der geltenden deutschen StVO in § 17,4: Innerhalb geschlossener Ortschaften genügt es, nur die der Fahrbahn zugewandte Fahrzeugseite durch Parkleuchten oder auf andere zugelassene Weise kenntlich zu machen; eigene Beleuchtung ist entbehrlich, wenn die Straßenbeleuchtung das Fahrzeug auf ausreichende Entfernung deutlich sichtbar macht. In Österreich gilt: Eine Beleuchtung des Fahrzeuges darf unterbleiben, wenn es stillsteht und die sonstige Beleuchtung ausreicht, um es aus einer Entfernung von ungefähr 50 m zu erkennen.

## Rechtsgrundlage
In Deutschland findet sich die Regelung zum Richtzeichen „Laternenring“ (Zeichen 394) in der Anlage 3 zu § 42 Abs. 2 StVO, unter der laufenden Nummer 38. Die Allgemeine Verwaltungsvorschrift zur Straßenverkehrs-Ordnung (VwV-StVO) regelt in Artikel 1 zu § 42 Richtzeichen: Zu Zeichen 394 Laternenring: Ringe und Schilder sind 70 mm hoch, Schilder 150 mm breit. Die österreichische Straßenverkehrsordnung führt den Laternenring in § 53 (Hinweiszeichen) unter der Nummer 12 auf.

Zeichen 394 (Deutschland)
Hinweiszeichen 12 (Österreich)

## Deutsche Gerichtsurteile
Das Oberlandesgericht Braunschweig stellt fest, dass ein Fahrzeugführer bei fehlender Kennzeichnung der Laterne mit dem Zeichen 394 darauf vertrauen kann, dass die Laterne die ganze Nacht brennt (OLG Braunschweig VRS 14, 133). Allerdings muss sich der Fahrzeugführer auch darüber unterrichten, ob die Laterne die ganze Nacht brennt (OLG Braunschweig NJW 1957, 1848).
Das Bayerische Oberste Landesgericht stellte fest, dass bei Fehlen des Zeichens 394 die Laterne nachts nicht ausgeschaltet werden darf (BayObLG VRS 12, 456).